# Campodesmus mirabilis
Campodesmus mirabilis är en mångfotingart som beskrevs av Demange 1971. Campodesmus mirabilis ingår i släktet Campodesmus och familjen Campodesmidae. Inga underarter finns listade i Catalogue of Life.